# Thorectes shankara
Thorectes shankara is een keversoort uit de familie mesttorren (Geotrupidae). De wetenschappelijke naam van de soort werd in 1999 gepubliceerd door Carpaneto & Mignani.